# History
 (транскр.  Хистори) америчка је телевизијска мрежа са седиштем у Њујорку. Налази се у власништву предузећа A&E Networks, односно заједничког подухвата компанија Hearst Communications и The Walt Disney Company. Емитује првенствено документарне филмове којима је главна тематика историја.
Поред документараца који представљају главни његов садржај, History приказује и ријалити-емисије, као и емисије које прате истините кривичне истраге. Осим у САД, History је доступан и у остатку света.